# غزوة بيت جالا عام 1952
كانت غزوة بيت جالا عام 1952 جزءًا من العمليات الانتقامية التي نفذتها إسرائيل ردًا على هجمات الفدائيين العرب من عبر الخط الأخضر. تضمنت توغلًا إسرائيليًا في بيت جالا، وهي بلدة تقع في الضفة الغربية التي ضمها الأردن (التي أصبحت الآن جزءًا من الأراضي الفلسطينية)، في 6 يناير عام 1952، وبعد ذلك فجرت ثلاثة منازل بالمتفجرات؛ وأدى الهجوم إلى مقتل سبعة مدنيين. بعد الهجوم، ترك الجناة منشورات في الموقع مكتوبة باللغة العربية وأوضحوا طبيعة عمليات القتل باعتبارها "عقوبة" على اغتصاب وقتل فتاة يهودية إسرائيلية في وقت سابق. بواسطة العرب الفلسطينيين المتسللين، الذين يُفترض أنهم من سكان بيت جالا، في حي بييت فيغان في القدس.

## الخلفية
منذ اتفاقيات الهدنة عام 1949 حتى عام 1953، قدمت إسرائيل 99 شكوى إلى الأردن بشأن تسلل مجموعات مسلحة أو أفراد إلى إسرائيل من الضفة الغربية التي ضمها الأردن، و30 شكوى إضافية تتعلق بجنود أردنيين يعبرون الخط الأخضر إلى داخل الأراضي الإسرائيلية. خلال هذه الفترة، قدم الأردن أيضًا 5 شكاوى إلى إسرائيل بشأن تسلل مجموعات مسلحة أو أفراد، و162 شكوى إضافية حول عبور جنود إسرائيليين الخط الأخضر إلى الأراضي الأردنية. إحدى هذه الشكاوى المقدمة من إسرائيل تتعلق بتسلل مجموعة العرب (بقيادة شخصين تم التعرف عليهما باسم محمد منسي وجميل محمد المجرب) الذين اغتصبوا وقتلوا فتاة يهودية في حي القطمون في القدس في فبراير 1951. تم اعتقال المنسي لاحقًا من قبل السلطات الأردنية، ولكن تم إطلاق سراحه لاحقًا ووضعه تحت المراقبة.
أبلغ الرائد لورو، ضابط التحقيق من لجان الهدنة المختلطة (MAC) التابعة لـ الأمم المتحدة، الرئيسين القائد إي إتش هاتشيسون والقائد ج. بوفيه أن الفتاة اليهودية تعرضت للاغتصاب والقتل معها. وجه مشوه. وذكر أيضًا أنه لم ير أي دليل على التسلل من الأراضي الأردنية واقترح أن تحقق الشرطة الإسرائيلية في الحادث.
وذكرت إسرائيل أن منفذي الهجوم هم ثلاثة من السكان العرب من بيت جالا: سعيد صلاح جمعان، جميل محمد مجرب، ومحمد منسي.

## غارة انتقامية
في أعقاب التوغل الإسرائيلي في الضفة الغربية التي ضمتها الأردن في 6 يناير 1952، فجرت ثلاثة منازل في بيت جالا بالمتفجرات. وبحسب هاتشيسون، فقد تم تدمير الطابق العلوي من المنزل الأول بالكامل؛ الاجزاء السفلية من المنزل التي كانت قد بنيت على جانب التل، كانت لا تزال سليمة جزئيا، مع ظهور ثقوب الرصاص في الجدران والأبواب. وقُتل في الانفجار السكان، وهم رجل يبلغ من العمر 23 عاماً وزوجته. أما المنزل الثاني فقد أصيب بأضرار في أحد جدرانه المليئة بالرصاص ونوافذه محطمة. وفي المنزل الثالث، عثر على امرأة وأطفالها الأربعة الذين تتراوح أعمارهم بين 6 و14 عاماً مقتولين. وعندما فشلت إحدى تهم الهدم، استخدم المهاجمون القنابل اليدوية.

وبعد الهجوم ترك منفذو الهجوم منشورات في الموقع كتبت باللغة العربية ونصها كما يلي:
بتاريخ 12/4/1951 قام أشخاص من سكان بيت جالا بقتل فتاة يهودية في حي بيت فيغان، بعد أن ارتكبوا بحقها جريمة لا تغتفر. وما فعلناه الآن هو عقوبة تلك الجريمة البشعة. ولن نقف مكتوفي الأيدي في مواجهة مثل هذه الجرائم. في جعبتنا هناك دائمًا سهام لـ هؤلاء المجرمين. فليستمع من يستطيع، إلى هذا التحذير. ترجمة بيني موريس (1997)
في 4 ديسمبر 1952 قتل أشخاص من بلدة (بيت جالا) يهودية بالقرب من (بييت فيغان) بعد ان اقترفوا حقها جريمة لا تغتفر إن ما يواجهه الآن هو جزاء هذه الجريمة الشنعاء ولم نسكت للمجرمين ففي جعبتنا دائما سهاما لهم فليعتبر المعتبرون.

استرجعت بواسطة إي إتش هوتشيسون

## التحقيق
قام الرائد هاتشيسون بالتحقيق في الشكوى الأردنية ضد إسرائيل بشأن انتهاك الأخيرة اتفاقيات الهدنة لعام 1949 في بيت جالا، نيابة عن هيئة الأمم المتحدة لمراقبة الهدنة (هيئة الأمم المتحدة لمراقبة الهدنة). أنكرت إسرائيل أي تورط لها، واعتقد ج. إي. تشادويك، الدبلوماسي في السفارة البريطانية في تل أبيب أن ذلك كان من عمل الحراسة الأهلية الإسرائيليين. وأفادت هتشيسون أن عبوات الهدم كانت تحمل علامات إسرائيلية وأنه استخدم أسلحة رشاشة أيضًا أثناء الهجوم. ويخلص بيني موريس إلى أن الغارة نفذتها فصيلة عسكرية إسرائيلية، و أن دبلوماسيي الغربي لم يكونوا مقتنعين بأن جريمة الاغتصاب والقتل في فيستنغر قد نفذها متسللون من الضفة الغربية التي ضمها الأردن. وفي نيسان/أبريل 1953، كتب القنصل العام لـ الولايات المتحدة في القدس: "لم يظهر قط أن هذا الفعل لم يرتكبه صديقها الإسرائيلي".

## ردود الفعل
وأصدرت هيئة مراقبة الهدنة إدانة لإسرائيل بسبب "خرقها الخطير لاتفاق الهدنة العامة" من خلال غارتها على بلدة بيت جالا. ونفت إسرائيل أي تورط عسكري في الهجوم وامتنعت عن التصويت بينما صوت كل من الأردن ورئيس لجنة الهدنة العسكرية لإدانة إسرائيل. جون باغوت غلوب، رئيس الفيلق العربي آنذاك، ذكر أن لدى الإسرائيليين "حاجة نفسية للتنمر على جيرانهم الأضعف". وعلى العكس من ذلك، أشارت السفارة البريطانية في تل أبيب إلى طبيعة الغارات على أنها "عمليات انتقامية بسيطة، تهدف إلى جعل التسلل العربي لا يحظى بشعبية في القرى العربية". وقارن السفير البريطاني الغارات الإسرائيلية بـ الأعمال الانتقامية البريطانية ضد المصريين حول قناة السويس.

## أنظر أيضاً
- مذبحة قبيا، عملية انتقامية إسرائيلية عام 1953 قُتل فيها 69 مدنياً عربياً فلسطينياً.
- قائمة أسعار البريد العثماني في فلسطين